# Spierwia
Spierwia (dodatkowa nazwa w j. kaszub. Spiérwiô, niem. Spirwia, dawniej Spiurwa, Spiorwia) – osada leśna w Polsce, położona w województwie pomorskim, w powiecie chojnickim, w gminie Brusy.
Miejscowość leży na wschodnim krańcu Zaborskiego Parku Krajobrazowego (na południowym krańcu Kaszub), w pobliżu jeziora Trzemeszno i przy drodze wojewódzkiej nr 235. Zbudowana w roku 191] (remont kapitalny w 1996) leśniczówka wchodzi w skład sołectwa Męcikał.
Do 2024 r. miejscowość była osadą leśną  wsi Męcikał. W latach 1975–1998 osada administracyjnie należała do województwa bydgoskiego.